# Костшевский, Францишек
Францишек Костшевский (пол. Franciszek Kostrzewski; 19 апреля 1826, Варшава — 30 сентября 1911, Варшава) — польский художник реалистического направления, иллюстратор, автор сатирических рисунков и карикатурист.

## Жизнь и творчество
Его отец был управляющим городской усадьбы. В 1831 году, после польского восстания, его семья переехала в сельское поместье в Сандомирском воеводстве. Позже он вернулся в Варшаву, чтобы продолжить учебу. Изучал живопись в варшавской Школе изящных искусств под руководством Яна Феликса Пиварского и Александра Кокуляра. После поездки в Германию и Париж в 1856 году он поселился в Варшаве. Он опубликовал свои мемуары в 1891 году.
Рисовал преимущественно пейзажи и жанровые сцены. Иллюстрации и карикатуры художника публиковались в различных изданиях варшавской периодической печати — Tygodnik Ilustrowany, «Kłosy», Муше и прочих. Занимался также иллюстрированием литературных произведений (в том числе — «Пана Тадеуша» Адама Мицкевича).